# Miramont-Latour
 Miramont-Latour  là một xã thuộc tỉnh Gers trong vùng Occitanie miền nam nước Pháp.